# Ralph Julian Rivers

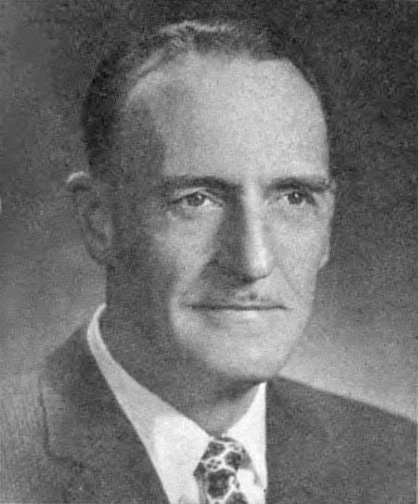
Ralph Julian Rivers, 1963

Ralph Julian Rivers (* 23. Mai 1903 in Seattle, Washington; † 14. August 1976 in Chehalis, Washington) war ein US-amerikanischer Politiker. Zwischen 1959 und 1966 vertrat er den Bundesstaat Alaska im US-Repräsentantenhaus.

## Frühe Jahre und politischer Aufstieg
Nach der Grundschule besuchte Ralph Rivers bis 1929 die University of Washington, an der er Jura studierte. Noch zuvor hatte er in den Jahren 1921 bis 1923 sein Glück auf den Goldfeldern Alaskas versucht. Nach seiner Zulassung als Rechtsanwalt übte er diesen Beruf in Alaska aus. Zwischen 1933 und 1944 war er Bundesbezirksstaatsanwalt im Alaska-Territorium. Politisch wurde er Mitglied der Demokratischen Partei. Zwischen 1945 und 1949 war er Attorney General des Territoriums. Danach war er zwei Jahre lang Vorsitzender einer Kommission, die sich mit der Sicherung der Arbeitsplätze befasste (Employment Security Commission). Von 1952 bis 1954 amtierte Rivers als Bürgermeister der Stadt Fairbanks. 1955 war er Mitglied im territorialen Senat und in den Jahren 1955 bis 1956 war er stellvertretender Vizepräsident der verfassungsgebenden Versammlung von Alaska. In den Jahren 1960, 1964 und 1968 besuchte er als Delegierter die jeweiligen Democratic National Conventions.

## Kongressabgeordneter und weiterer Lebenslauf
Bereits 1957 und 1958 wurde Rivers als Abgeordneter in den US-Kongress gewählt. Das Mandat wurde aber erst mit dem offiziellen Beitritt des neuen Bundesstaats Alaska zu den Vereinigten Staaten wirksam. Nach einigen Wiederwahlen konnte Rivers sein Mandat im Repräsentantenhaus zwischen dem 3. Januar 1959 und dem 30. Dezember 1966 ausüben. Im Jahr 1966 scheiterte er mit 48,4 % gegen 51,6 % der Wählerstimmen bei dem Versuch einer erneuten Kandidatur an Howard Wallace Pollock, dem Kandidaten der Republikaner. Danach zog er sich aus der Politik zurück.